# Margarinaktiebolaget Zenith

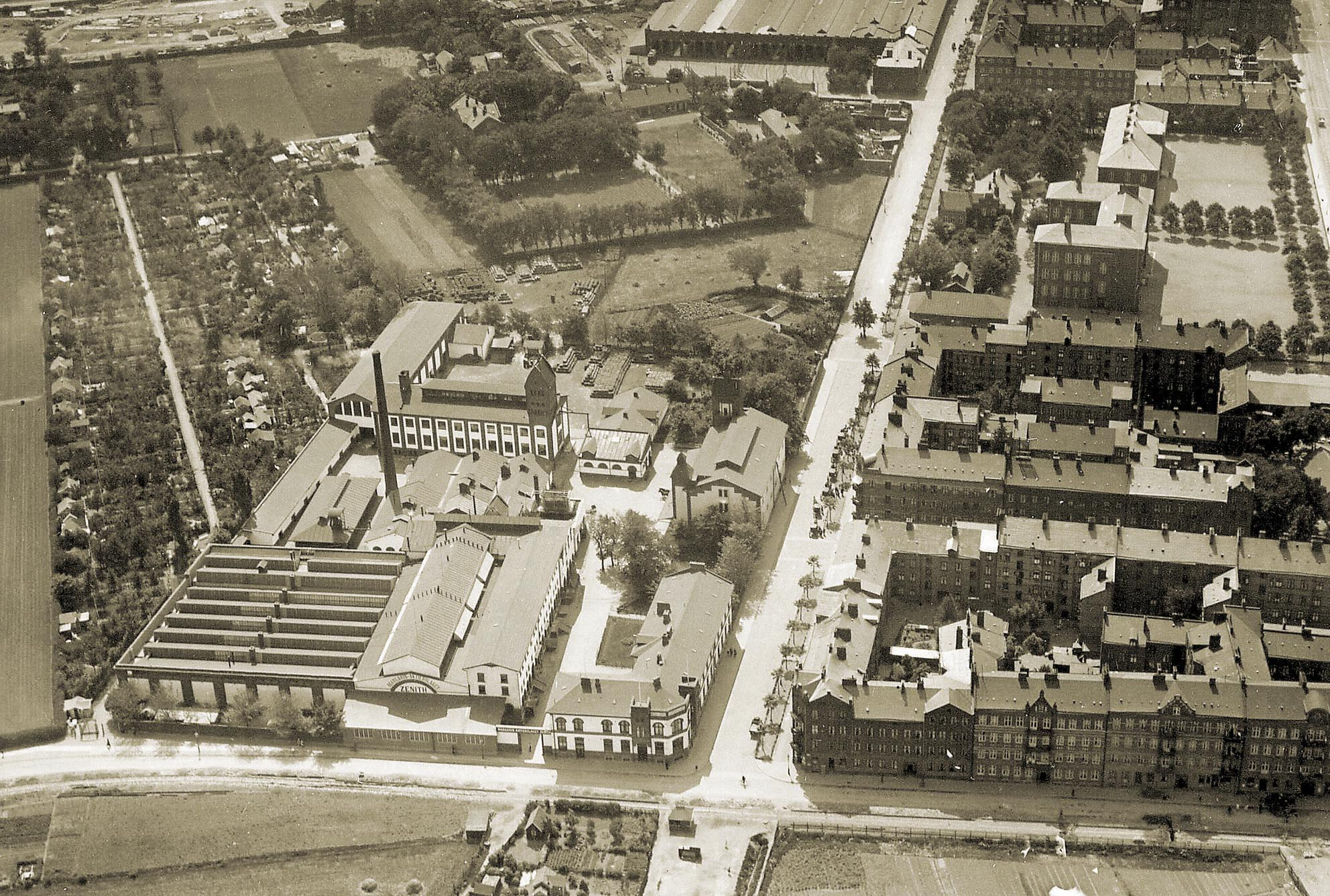
Margarinfabriken Zenith.

Margarinaktiebolaget Zenith var en margarinfabrik i Malmö, grundad 1898.
Företaget grundades i mars 1898 av Axel L. Hagerman, Johan Fredrik Andersson, Cornelius Faxe, Lorens Faxe och Gustaf Hegardt. En för tiden imponerande fabrik byggdes vid Sallerupsvägen och försäljningen kunde inledas i juni 1899.
Gatan där fabriken låg fick namnet Zenithgatan efter några år. Bredvid fabriken grundade Zeniths koloniområde 1907. År 1927 bildade flera av Sveriges privata margarinfabriker Margarinfabrikernas Försäljnings AB som tog över försäljning och distribution.
Margarinaktiebolaget Zenith slogs samman med Pellerins margarinfabrik 1965 och det nya bolaget blev ett holdingbolag som senare bytte namn till Aritmos. Efter konsolidering inom Aritmos flyttades produktionen 1968 till Helsingborg. Där fabriken tidigare låg byggdes åttavåningshus (Lärkträdet 16) som stod klara 1974.

## Källhänvisningar
1. ↑  ”Arkiverade kopian”. Arkiverad från originalet den 6 november 2018. https://web.archive.org/web/20181106033350/https://tidningar.kb.se/4112787/1898-03-19/edition/153666/part/1/page/2.jpg. Läst 6 november 2018.
2. ↑  https://gamlagoteborg.se/2020/02/08/ab-pellerins-margarinfabrik/
3. ↑  Akelius förstärker genom nytt storköp, Fastighetsvärlden, 3 november 2011